# Стикс (спътник)
Вижте пояснителната страница за други значения на Стикс.
Стикс (S/2012 (134340) 1) е най-малкият известен естествен спътник на Плутон. Открит е на 7 юли 2012 г., с което известните спътници стават пет. Преди него са открити Харон през 1978 г., Хидра и Никта през 2005 г., и Цербер през 2011 г.
Първочалното име е P5.

## Забележки
1. ↑  Hubble Space Telescope detects fifth moon of Pluto, 11.07.2012 г.